# Уллендорфф, Эдвард
Эдвард Уллендорфф (англ. Edward Ullendorff; 25 января 1920, Берлин — 6 марта 2011, Оксфорд, Юго-Восточная Англия) — британский историк. Известен как исследователь Эфиопии и семитских языков.

## Биография
Родился в Цюрихе. Самостоятельно выучил иврит и арабский язык. Получил образование в Evangelisches Gymnasium zum Grauen Kloster (или просто Grauen Kloster) в Берлине, Еврейском университете в Иерусалиме (для чего в 1938 году ездил в Иерусалим) и Оксфорде. Также учился у великого лингвиста и египтолога Х. Я. Полоцкого, с которым затем состоял в переписке до самой смерти последнего в 1991 году.
Во время войны находился на британской службе в Эритрее, где женился на Дине Ноак, ранее в Иерусалиме бывшей его соседкой. В Эфиопии он познакомился с природой страны, её людьми и императором Хайле Селассие, чью биографию затем переведёт на английский и который наградил учёного за изучение культуры Эфиопии.
В 1948 окончательно покинул Иерусалим на фоне крушения Британского мандата и нарастающего конфликта между евреями и арабами, перебравшись в Великобританию. Здесь он сделал научную карьеру.
Учёный много путешествовал и был покорён красотой природы Эфиопии.
Скончался в 2011 году. Его пережила жена.
Британская академия, членом которой был учёный, с 2012 ежегодно вручает именную медаль имени Эдварда Уллендорффа.

## Избранные работы
- Exploration and Study of Abyssinia. A brief survey
- The Semitic Languages of Ethiopia. A Comparative Phonology (1955)
- An Amharic Chrestomathy (1965)
- The challenge of Amharic (1965) An inaugural lecture delivered on 28 October 1964
- The Ethiopians: An Introduction to Country and People (1966)
- Ethiopia and the Bible (1968) Schweich Lectures of The British Academy (1967)
- Some early Amharic letters. Bulletin of the School of Oriental and African Studies 35.2:229-270. (1972)
- Is Biblical Hebrew a Language? (1977)
- Autobiography of Emperor Haile Selassie of Ethiopia (1978), translator
- The Amharic Letters of Emperor Theodore of Ethiopia to Queen Victoria and Her Special Envoy (1979), with David L. Appleyard, Girma-Selassie Asfaw
- The Hebrew Letters of Prester John (1982), with C. F. Beckingham.
- A Tigrinya Chrestomathy (1985)
- The Two Zions : Reminiscences of Jerusalem and Ethiopia (1989)
- From Emperor Haile Selassie to H. J. Polotsky Collected Papers IV: An Ethiopian and Semitic Miscellany
- From the Bible to Enrico Cerulli A Miscellany of Ethiopian and Semitic Papers
- Hebraic- Jewish Elements in Abyssinian (Monophysite) Christianity (1956)